# فان داركولم
فان داركولم (بالإنجليزية: Van Darkholme)‏ (مواليد 24 أكتوبر 1972) هو ممثل إباحي ومخرج أمريكي من أصول فيتنامية. وهو يُعتبر من قِلة أمريكيين من أصول آسيوية يعمل في مجال الأفلام الإباحية للمثليين.

## روابط خارجية
- فان داركولم على موقع IMDb (الإنجليزية)
- فان داركولم على موقع ميتاكريتيك (الإنجليزية)
- فان داركولم على موقع روتن توميتوز (الإنجليزية)
- فان داركولم على موقع قاعدة بيانات الفيلم (الإنجليزية)
- فان داركولم على موقع ليتربوكسد (الإنجليزية)
- فان داركولم على موقع كينوبويسك (الروسية)